# Rudolf Gerke

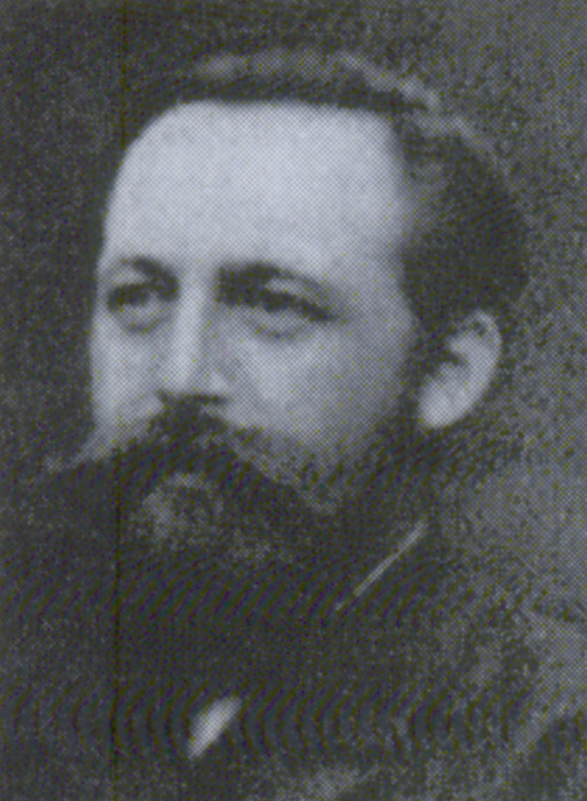
Rudolf Gerke

Christian Friedrich Rudolf Gerke (* 2. November 1848 in Dassel; † 14. Juli 1912 in Dresden) war ein deutscher Geodät, Hochschullehrer und Baubeamter. 

## Leben
Rudolf Gerke legte in Holzminden das Abitur ab. 1870/1871 nahm er als Soldat am Deutsch-Französischen Krieg teil. 1874 begann er ein Studium an der Polytechnischen Schule Hannover, unter anderen bei Conrad Wilhelm Hase. 1877 erhielt er eine erste Anstellung an der Polytechnischen Schule Hannover, wo er als Assistent für Geodäsie und darstellende Geometrie wirkte und sich im Jahre 1880 habilitierte. Fortan lehrte er bis zum Jahr 1886 als Privatdozent an der Polytechnischen Schule Hannover. Anschließend wechselte er nach Altenburg, wo er das Direktorat im Vermessungsamt des Herzogtums Sachsen-Altenburg übernahm.
Im Jahr 1886 wurde Rudolf Gerke korrespondierendes Mitglied der Naturforschenden Gesellschaft des Osterlande zu Altenburg.
1892 wechselte er nach Dresden, wo ihm der Direktorposten im Stadtvermessungsamt angetragen worden war. Im Oktober 1911 musste er aus gesundheitlichen Gründen dieses Amt niederlegen. Nach mehrmonatiger Krankheit starb er am 14. Juli 1912 als Vermessungsdirektor in Dresden, seine Asche wurde auf dem Friedhof Tolkewitz beigesetzt.

## Schriften (Auswahl)

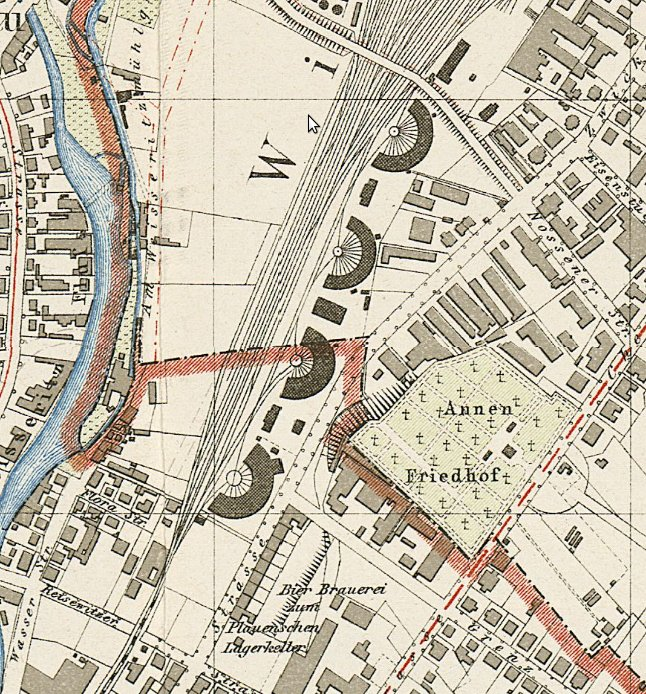
Ausschnitt aus einem unter Rudolf Gerke erstellten Stadtplan von Dresden

- R. Gerke's Aufgabensammlung aus der darstellenden Geometrie. 1889.
- Verzeichniss der Höhen. 1899.
- Bericht über die am 17. Mai 1901 stattgefundene Feier des 80. Geburtstags des Geheimen Regierungsraths August Nagel. In: Zeitschrift für Vermessungswesen, 30. Jahrgang 1901, S. #.

## Ehrungen
- vor 1893: Herzoglich Sachsen-Ernestinischer Hausorden II. Klasse
- 1895: Preußischer Landwehrdienstorden I. Klasse
- 1900: Preußische Erinnerungsmedaille Kaiser Wilhelm I.
- 1900: Sächsische Kriegsdenkmünze für 1870/71
- 1904: Preußischer Roter Adlerorden IV. Klasse
- 1906: Ritter des sächsischen Albrechts-Ordens I. Klasse